# La Cabaña del Rey
La Cabaña del Rey är en ort i Mexiko.   Den ligger i kommunen San Diego de la Unión och delstaten Guanajuato, i den centrala delen av landet, 280 km nordväst om huvudstaden Mexico City. La Cabaña del Rey ligger 2 042 meter över havet och antalet invånare är 347.
Terrängen runt La Cabaña del Rey är huvudsakligen platt, men norrut är den kuperad. Runt La Cabaña del Rey är det ganska glesbefolkat, med 31 invånare per kvadratkilometer. Närmaste större samhälle är San Diego de la Unión, 17,4 km väster om La Cabaña del Rey. Trakten runt La Cabaña del Rey består till största delen av jordbruksmark.